# Piazza Santi Apostoli
Pour les articles homonymes, voir Apostoli.
La place des Saints-Apôtres, ou en italien piazza Santi Apostoli, est une célèbre place de Rome, située dans le quartier de Trevi, à proximité de la place de Venise (piazza Venezia) et de la rue Nationale (via Nazionale).

## Histoire
La place tire son nom de la basilique des Saints-Apôtres, située sur la place. Plus récemment, la place est devenue un lieu de manifestations et de rassemblements de manifestants du Parti démocrate et de l'Union monarchique italienne.

## Architecture
- Basilique des Saints-Apôtres de Rome
- Palais Chigi-Odescalchi
- Palazzo Colonna
- Palais Muti (ou palais Balestra)

## Vues

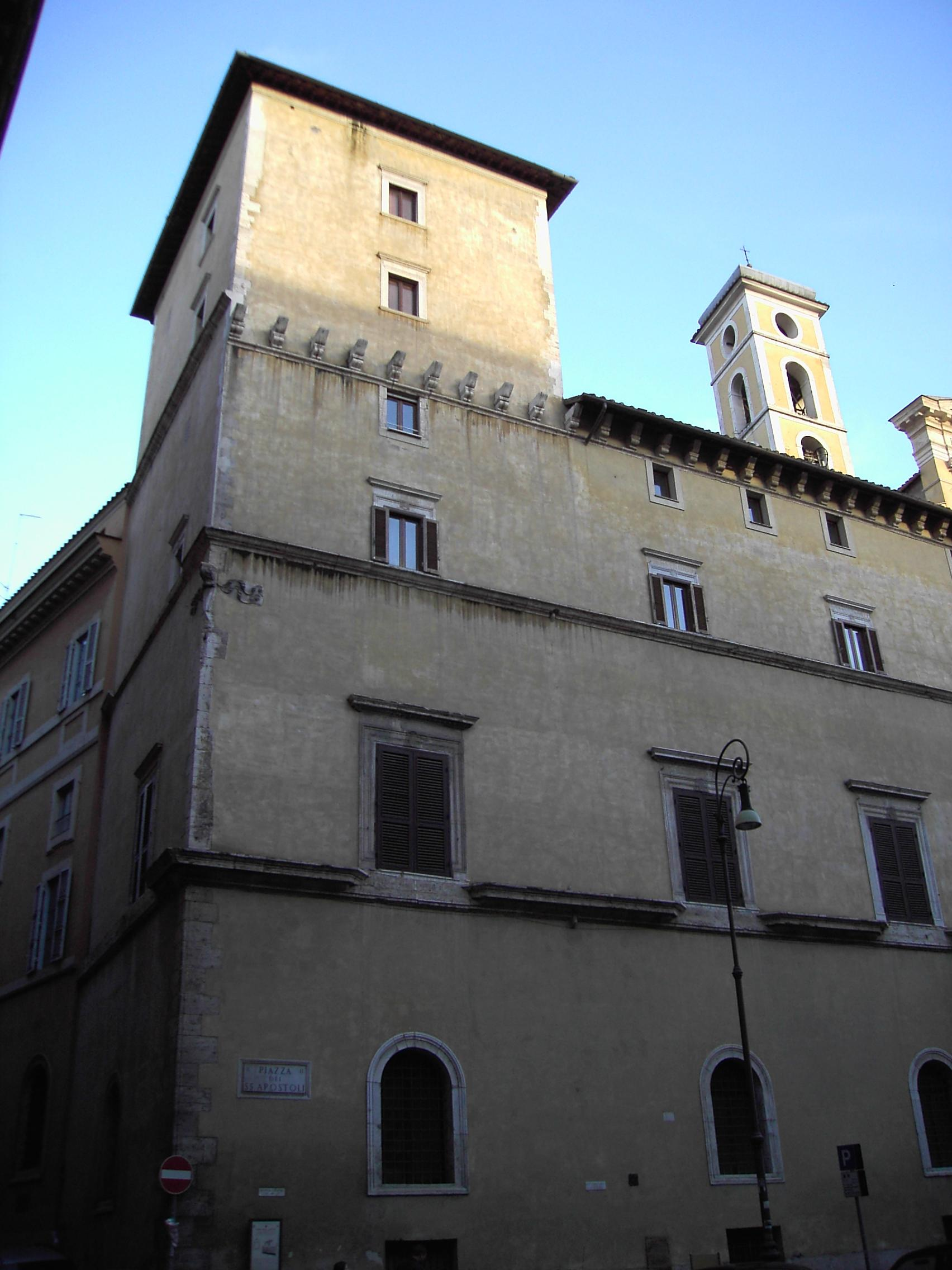
La tour du palais Colonna sur la piazza Santi Apostoli.
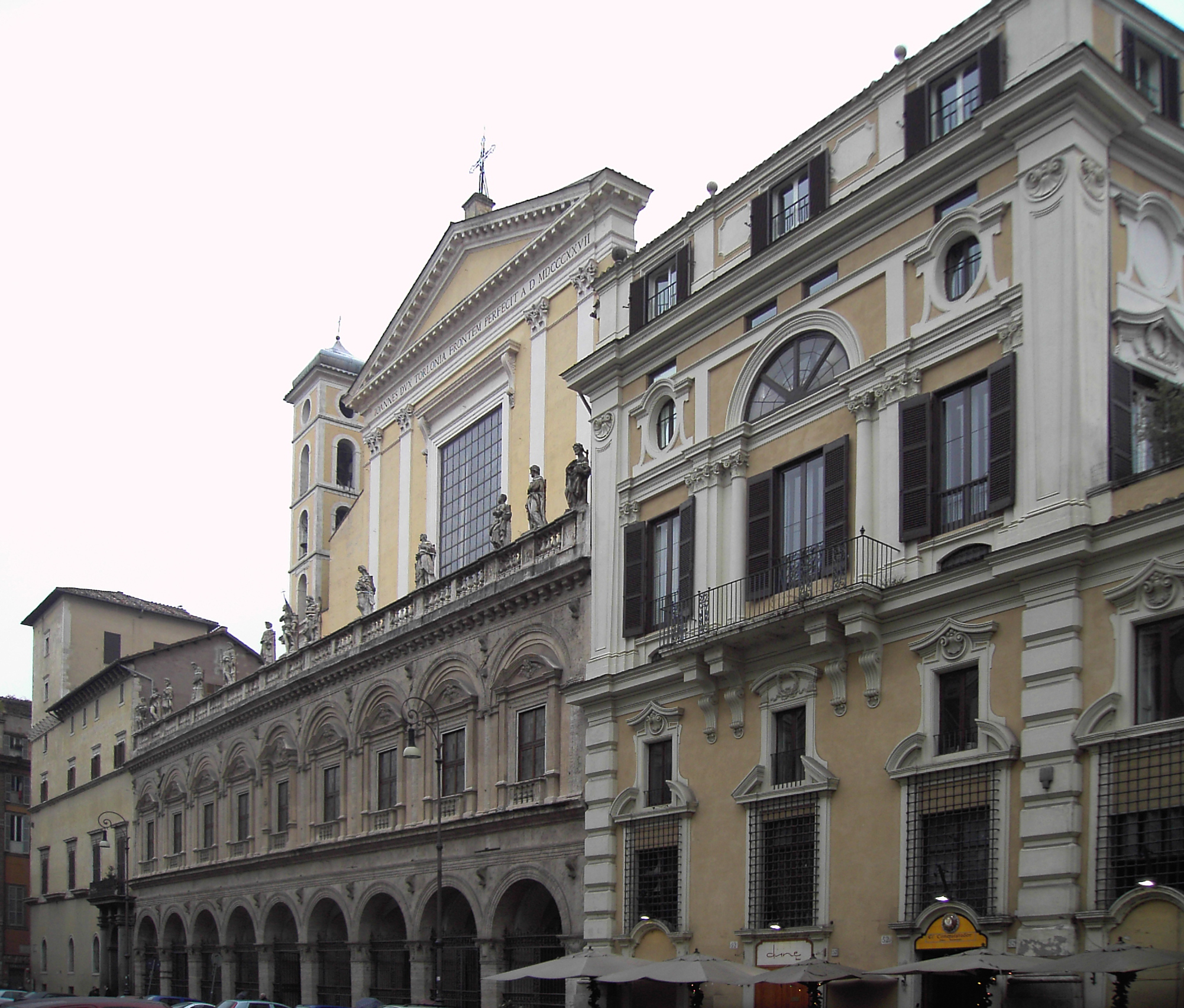
Basilique des Saints-Apôtres et palais Colonna.
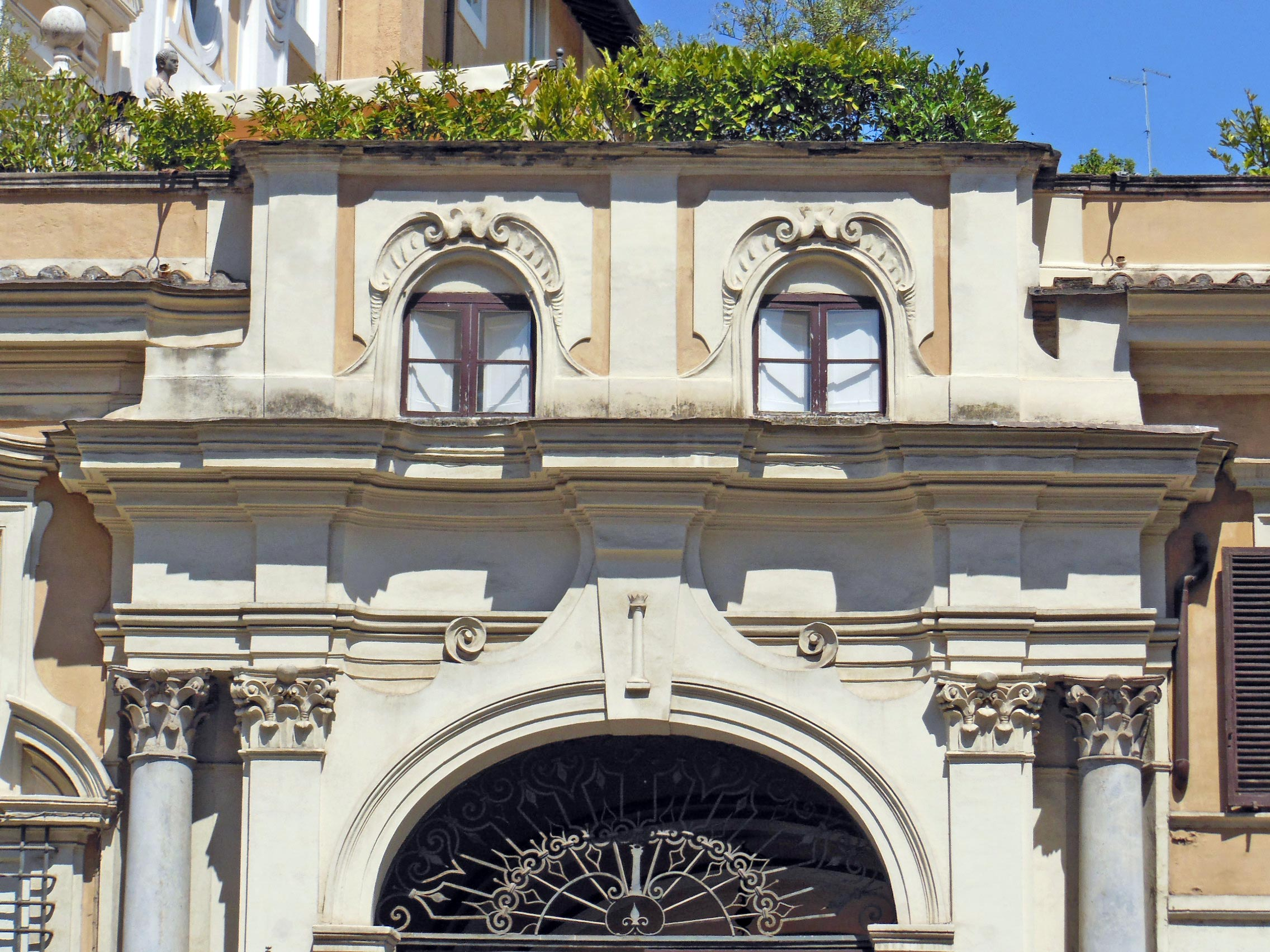
Détail de la façade du palais Colonna.
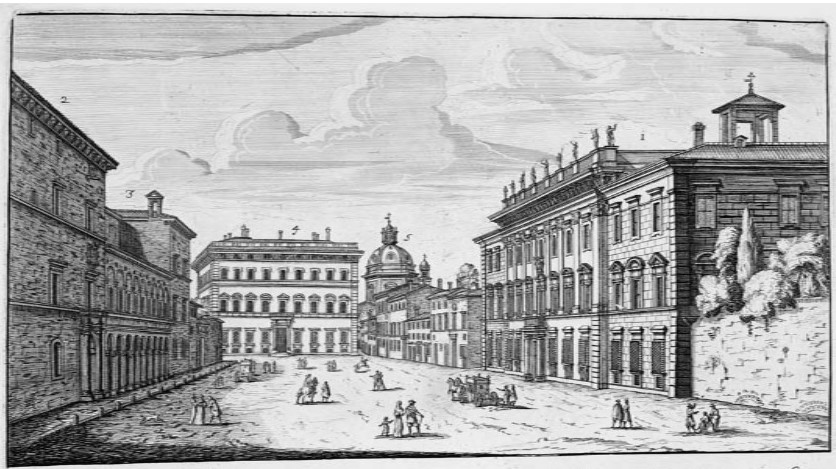
La place en 1665.